# Triumvirate
Triumvirate è un album realizzato nel 1973 da tre importanti interpreti di rock blues (bianco), ovvero Mike Bloomfield, John Paul Hammond e Dr. John, per l'etichetta Columbia Records, e prodotto da Thomas Jefferson Kaye. Nel disco suona anche il famoso trombettista jazz Blue Mitchell.

## Tracce
Lato A
1. Cha-Dooky-Doo – 3:40 (Mae Vince)
2. Last Night – 2:52 (Little Walter)
3. I Yi Yi – 3:46 (Dr. John)
4. Just to Be with You – 4:10 (Bernie Roth)
5. Baby Let Me Kiss You – 3:05 (King Floyd)

Lato B
1. Sho Bout to Drive Me Wild – 3:30 (Al Robinson, Jessie Hill, King Floyd, Dr. John)
2. It Hurts Me Too – 3:45 (Mel London)
3. Rock Me Baby – 3:37 (B.B. King, Joe Josea)
4. Ground Hog Blues – 3:28 (John Lee Hooker)
5. Pretty Thing – 4:40 (Willie Dixon)

## Musicisti
- Mike Bloomfield - chitarra
- John Paul Hammond - armonica, chitarra, voce
- Dr. John - banjo, organo, pianoforte, chitarra, percussioni, arrangiamenti
- Blue Mitchell - tromba
- Jerome Jumonville - sassofono tenore, sassofono alto
- Jim Gordon - sassofono baritono
- George Bohanon - trombone
- Chris Ethridge - chitarra basso
- Freddie Staehle - batteria
- Bennie Parks - percussioni
- John Boudreaux - percussioni
- Thomas Jefferson Kaye - accompagnamento vocale
- Jessie Smith - accompagnamento vocale
- Lorraine Rebennack - accompagnamento vocale
- Robbie Montgomery - accompagnamento vocale